# Tarak Mekki
Tarak Mekki (arabe : طارق المكي), né le 27 juin 1958 à Tunis (El Menzah I) et mort le 31 décembre 2012 à Hammamet, est un homme d'affaires et homme politique tunisien.

## Biographie
Tarak Mekki naît au sein d'une famille aisée — son père Abderraouf Mekki est fonctionnaire puis homme d'affaires — puis effectue ses études secondaires entre les lycées tunisois de la rue de Marseille, Khaznadar, Bab El Khadra et des pères blancs, où il obtient son baccalauréat. Après des études avortées en droit, il se lance dans les affaires immobilières, les travaux de construction en parallèle des affaires gérées par son père. Il crée notamment une usine textile dans les années 1990.

### Exil au Canada
En 2001, après avoir été approché par le clan des Trabelsi pour partager les bénéfices de ses affaires, il dit avoir préféré quitter la Tunisie pour le Canada et s'installe à Montréal. Il se voit refuser le statut de réfugié politique par deux fois, mais devient clandestin en 2008.
À partir du 12 juin 2007, il commence à exprimer publiquement son opposition au président de la République tunisienne de l'époque, Zine el-Abidine Ben Ali, et à dénoncer la corruption du régime. Il est l'un des rares opposants à avoir demandé la destitution immédiate de Ben Ali et sa traduction devant une juridiction internationale pour corruption et actes de torture. Il diffuse ses discours sur Internet en appelant à la fondation d'une deuxième république en Tunisie qu'il considère comme la seule alternative possible.
Son site est suspendu au mois de juillet 2009 et son compte Facebook désactivé. Cependant, un autre blog continue de diffuser ses vidéos. Il se rapproche en matière de politique étrangère de l'ancien président Habib Bourguiba, notamment dans son soutien à une solution pragmatique au conflit israélo-palestinien et à des relations étroites avec les pays occidentaux.
Il se présente comme un modéré tout en se distinguant des autres opposants politiques, y compris les islamistes. Par ailleurs, la prolifération du port du hidjab serait selon lui un acte de protestation contre la politique d'oppression et de restriction des libertés plutôt qu'une question de conviction religieuse. Mekki produit une série de sketchs politiques intitulé Mille et une nuits et dénigrant le président Ben Ali, son épouse Leïla Ben Ali de même que les membres de la belle-famille du président, en particulier son beau-frère Belhassen Trabelsi. À partir de juin 2008, ses discours sont diffusés sur Dailymotion et YouTube ainsi que sur un canal du satellite Nilesat chaque lundi soir en Tunisie. En octobre 2008, il annonce dans une vidéo qu'il ne sera pas candidat aux élections présidentielles, dont celle de 2009, tant que le président serait au pouvoir ; ces élections, comme toutes les précédentes, seraient des « falsifications » selon lui.

### Retour en Tunisie
Après la révolution de janvier 2011, il retourne en Tunisie et propose de marcher sur les bâtiments de la télévision nationale qui serait toujours selon lui entre les mains du régime déchu. Après son retour, il dépose une demande de visa pour un nouveau parti politique, le Mouvement pour la Deuxième République, qui est légalisé le 30 mai.
Tarak Mekki appelle ensuite à entamer une révision de la constitution de 1959 et à passer directement à des élections présidentielles. Il ne cautionne donc pas le choix effectué par le gouvernement de Béji Caïd Essebsi de procéder à l'élection d'une assemblée constituante dont la mission est de rédiger une nouvelle constitution. Il refuse ainsi de présenter des listes à l'élection du 23 octobre 2011. Par la suite, il continue à diffuser des vidéos sur Internet, généralement pour critiquer les choix effectués par le gouvernement mais aussi l'assemblée constituante ou l'opposition.
Après avoir subi un pontage vasculaire au niveau des membres inférieurs en août 2012, il meurt dans la nuit du 30 au 31 décembre d'une crise cardiaque,.